# Taśma (glon)
Taśma (Enteromorpha syn. Ulva) – rodzaj zielenic o podważanej pozycji taksonomicznej. Plecha zbudowana z jednej warstwy komórek tworzących spłaszczoną, przypominającą jelito (stąd łacińska nazwa) rurę, której światło wypełnione jest w naturalnych warunkach wodą morską i bąbelkami tlenu wytworzonego przez tę roślinę w procesie fotosyntezy. Taśma często również może przybierać postać nici.

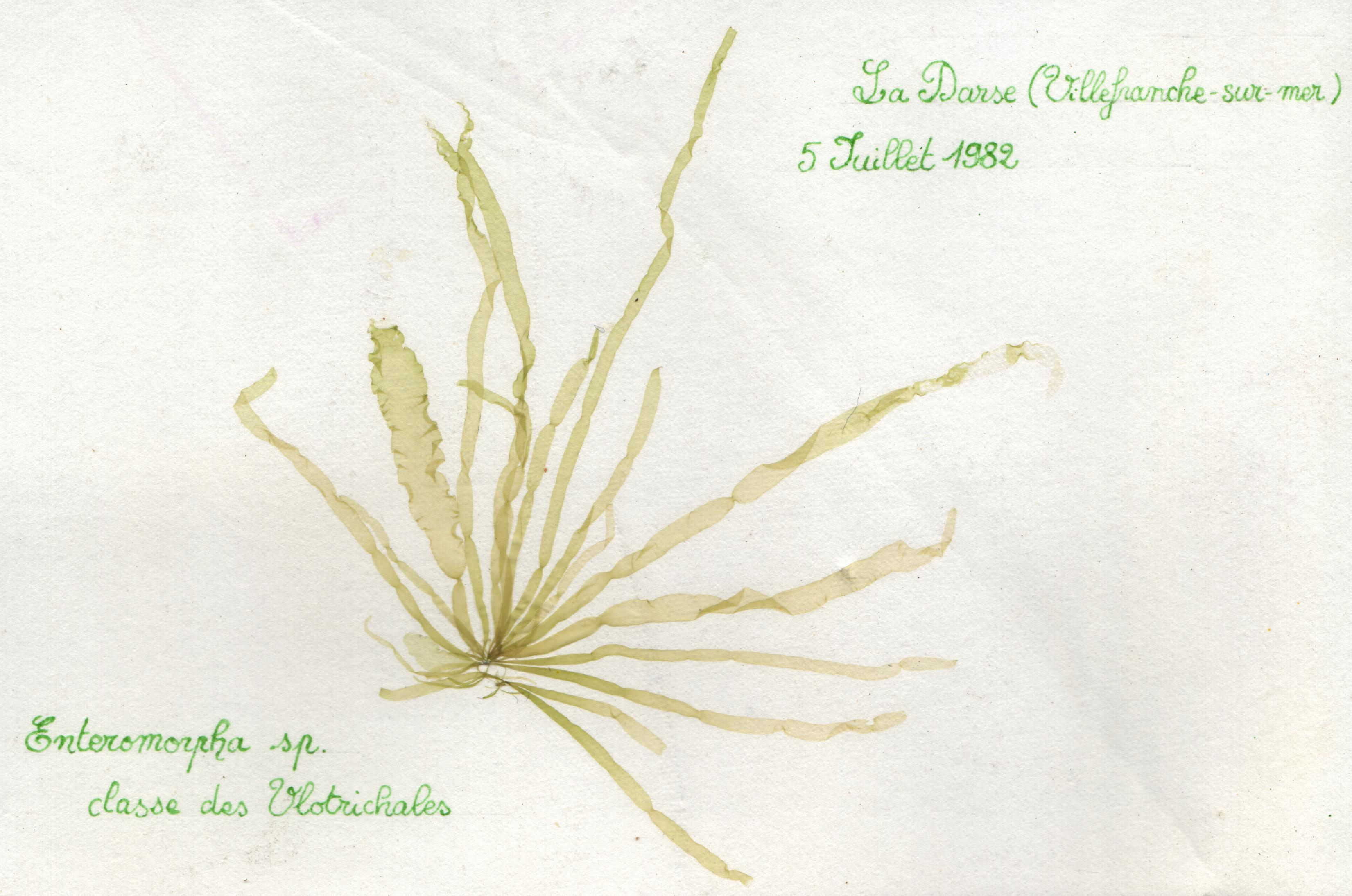
Taśma w zielniku.

## Gatunki
Wyróżniono ponad 130 gatunków z tego rodzaju. W Polsce notuje się 9 gatunków taśm (E. torta (Mertes) Reinhold 1893, E. prolifera J. Agardh 1882-1883, E. ramulosa (Engl. Bot.) Hooker 1833, E. flexuosa (Wulfen ex roth) J. Argardh 1883, E. compressa Ness 1820, E. linza (L.) J. Agardh 1883, E. intestinalis (L.) Link 1820, E. clathrata (Roth) Greville 1830 oraz E. Ahlneriana Blinding 1933).

## Występowanie w polskiej florze
Krajowe gatunki występują przeważnie w strefie przybrzeżnej Bałtyku oraz rzadko na śródlądowych stanowiskach z wodą słodką (jeziora i rzeki). Najczęściej spotykanymi gatunkami są:
- E. intestinalis – plecha jelitowato rozdęta, zazwyczaj bez rozgałęzień(lecz nie jest to regułą),nieregularnie zaokrąglone komórki, brak ich rzędowości; często spotykany glon w Zatoce Puckiej i Gdańskiej;
- E. prolifera – obecność prolifikacji, plecha złożona z jednego pnia lub licznie rozgałęziona, może mieć komórki ułożone w rzędy podłużne lub nieregularnie, najczęściej przyjmują one kształt prostokąta; pospolity glon w Zatoce Puckiej i Gdańskiej;
- E. linza – plecha spłaszczona, osiągająca nawet do 50 cm długości i 20 cm szerokości, cecha charakterystyczna- plecha zrośnięta w środku, puste "uszka" z tlenem na krańcach bocznych; notowana w Zatoce Gdańskiej i Puckiej.

## Kontrowersje taksonomiczne
Początkowo botanicy (np. Karol Linneusz glony z tego rodzaju zaliczali do rodzaju watka (ulwa, Ulva). Następnie rodzaj ten podzielono ze względu na budowę plechy na dwa rodzaje: Ulva – o płaskich plechach zbudowanych z dwóch warstw komórek – oraz Enteromorpha – o plechach rurkowatych. Mimo że cecha ta pozwala na wyraźne odróżnienie przedstawicieli tych rodzajów, występują również postacie o właściwościach pośrednich. W związku z tym część algologów postulowała reorganizację tych taksonów. Niektóre gatunki lub formy z jednego taksonu bywały przez innych badaczy zaliczane do drugiego rodzaju. Jedna z ostatnich propozycji opiera się na badaniach molekularnych, z których wynika, że różne pary gatunków zaliczanych do rodzajów Enteromorpha i Ulva mogą być ze sobą spokrewnione bliżej niż z przedstawicielami własnego rodzaju. Zaproponowano, aby klad obejmujący przedstawicieli tradycyjnie wyróżnianych rodzajów Enteromorpha i Ulva, a także Chloropelta, został uznany za jeden rodzaj, przy czym pokrewny rodzaj Umbraulva powinien zachować odrębny status. Zgodnie z zasadą priorytetu obowiązującą w nomenklaturze biologicznej jest to rodzaj Ulva L. 1753, a nazwy typu Enteromorpha intestinalis powinny zostać zastąpione przez synonimiczne nazwy typu Ulva intestinalis.